# レターマン・デジタル・アーツセンター
レターマン・デジタル・アーツセンター（Letterman Digital Arts Center）は、アメリカ合衆国サンフランシスコの映画製作会社ルーカスフィルムのインダストリアル・ライト&マジックとルーカスアーツなどが入るビルの総称。住所は、サンフランシスコ・プレシディオ。
2005年6月25日オープン。79,000平方メートルの敷地に1,500人の従業員が働いている巨大な映像工房である。
建物のデザインは、ローレンス・ハルプリン（Lawrence Halprin）で、まわりの景観にあった白いビルとなっている。しかし、その中はハイテクビルで、社内には光ファイバーによるネットワークが張り巡らされ、複数のメジャー映画のポストプロダクションに対応するシステムが構築されている。
ここは、もともとアメリカ陸軍の所有する土地であり、ジョナサン・レターマン医師から名付けられたレターマン陸軍病院があった。この病院名から現在の名前となった。